# Çò des d'Aunòs
Çò des d'Aunòs és una casa de Bossòst (Vall d'Aran) inclosa a l'Inventari del Patrimoni Arquitectònic de Catalunya.

## Descripció
Casal amb un pati clos adossat a l'esquerra i un afegit a la dreta, que assoleix tres plantes en alçada i "humarau" seguint la tipologia de les primeres construccions a la Val que daten de finals del segle xix. La façana s'orienta a llevant, paral·lela a la "capièra". Les obertures distribuïdes de manera simètrica(3-3-3) destaquen l'eix central,successivament,amb una porta de fàbrica que duu en la llinda l'any 1864, i un balcó a cada pis amb les baranes de ferro forjat. En "l'humarau" comparteixen dues llucanes. La coberta d'encavallades de fusta manté un llosat de pissarra, de dos vessants i "tresaigües" en els "penalèrs"

## Història
El llinatge dels Aunós és un dels més representatius de la Val, i en aquest sentit convé recordar la figura d'Eduard Aunós prou coneguda